# Watchdog timer
Um watchdog timer é um dispositivo eletrônico temporizador que dispara um reset ao sistema se o programa principal, devido a alguma condição de erro, deixar de fazer reset no watchdog timer. Este termo Watchdog é utilizado muito em software de medidores eletrônicos, onde tem a finalidade de fiscalizar o processamento e quando necessário aplicar correções e até mesmo um reset no hardware do medidor.
Resumindo: Trata-se de um sistema emergencial. Quando ativado, precisamos zerar o Watchdog, caso contrário, ele vai estourar e resetar o sistema. Muito utilizado para prevenir os sistema de possíveis falhas.
Watchdog por IP (Muito utilizado em equipamentos wireless) é uma configuração onde é definido um IP.
Quando ele para de comunicar-se com o mesmo, reseta (reboot) automaticamente.
Existem vários tipos de Watchdogs, aqueles que "Reniciam" um serviço, ou o sistema operacional completamente,em alguns sistemas operacionais como o Windows,ao estourar
o valor "Chave" ele se dá o erro da famosa "Tela-Azul" conhecidamente por Blue-Screen-Error ou WatchDog_TimeOUT ,este erro é ocasionado pelo uso de 100% do disco e da CPU este erro é mais ocasionado em sistema operacionais de 64-bits em 32-bits o caso é ao contrário você nunca vai conseguir estourar o valor "Chave" dele, a não ser de você estiver usando um sistema operacional que requer vários drives e dispositivos que você não instalado em sua máquina e por isso para evitar sobre carga ela simplesmente acionou o serviço Wachdog_Time_Error ,o Watchdog é tipo um processador mas na verdade ele é um chip muito semelhante a o chip do processador ele funciona assim como se fosse um contador e ele está sempre zerado cada vez que o valor "Chave" Estourar  o sistema faz ele subir a 1 que é código binário quer dizer ligar então ele liga este serviço do Watchdog_Time_Error e o 0 significa desligar , o Watchdog sempre está desligado quando está medindo 0 bits,não é recomendado remover este chip porquê pode resultar em falha no sistema ou na inicialização dele o importante é sempre deixar os drivers do sistema atualizados porquê se você tiver o problema do WatchDog Error ele irá se diminuir a cada vez mais ao atulizar ele.